# Agulhasstroom
De Agulhasstroom is een zeestroming in het zuidwesten van de Indische Oceaan. Ze loopt vanuit de tropen langs de zuidoostelijke kust van Mozambique en Zuid-Afrika. De Mozambiquestroom, tussen Madagaskar en Afrika, voedt de Agulhasstroom. Bij Kaap Agulhas draait hij naar het oosten en voegt zich samen met de stroom van Afrika richting Australië.
Het is met een breedte van 100 kilometer een smalle zeestroming, maar wel een van de krachtigste ter wereld met een geschatte topsnelheid van 9,3 km per uur aan de zuidoostelijke kust van Zuid-Afrika. De botsing van de stroom met de heersende westenwinden kan daar zeer hoge golven veroorzaken. De Agulhasstroom is door de oorsprong in de tropen relatief warm, variërend in oppervlaktetemperatuur van 14 tot 26 °C.
De Agulhasstroom werd in 1778 voor het eerst wetenschappelijk beschreven door de Britse geograaf en pionier op het gebied van de oceanografie James Rennell.